# Gueoulah Cohen
Pour les articles homonymes, voir Cohen.
Gueoulah Cohen (hébreu : גאולה כהן), née le 25 décembre 1925 à Tel Aviv (Palestine mandataire) et morte le 18 décembre 2019, est une femme politique de droite et journaliste israélienne.

## Biographie

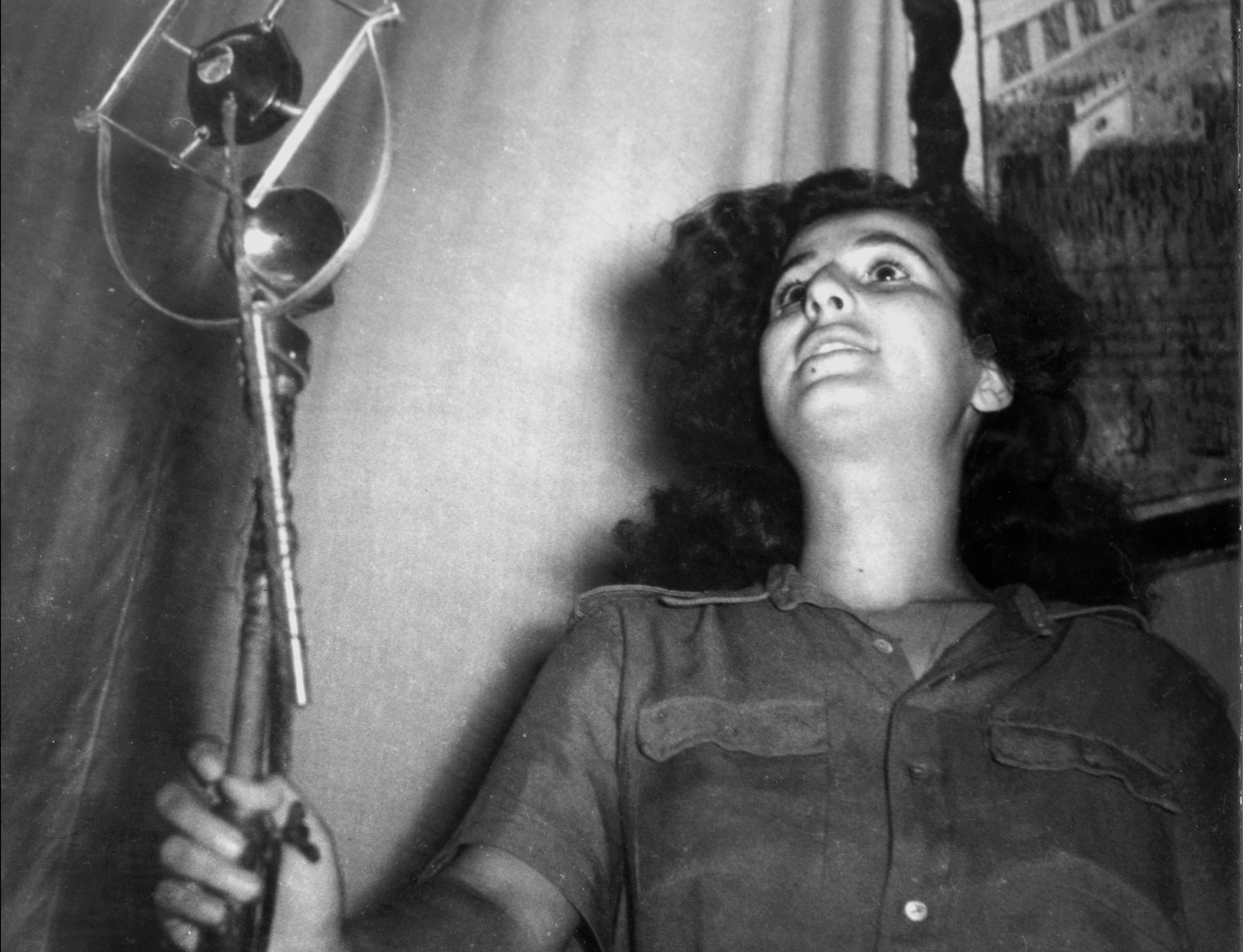
Gueoulah Cohen en 1948.

Gueoulah Cohen est née à Tel-Aviv en Palestine mandataire. Elle étudia au Séminaire des professeurs Levinsky, et obtint un master en études juives, philosophie, littérature et études bibliques à l'université hébraïque de Jérusalem.
En 1942, elle rejoint l'Irgoun, puis le Lehi l'année suivante. Présentatrice radio pour le groupe, elle fut arrêtée par les autorités britanniques en 1946. Emprisonnée à Bethléem, elle s'échappa en 1947. Elle fut aussi rédactrice du journal du Lehi Youth Front (le Front de la jeunesse). Après l'indépendance israélienne en 1948, elle contribua au mensuel Sulam, publié par l'ancien dirigeant du Lehi Israël Eldad.
Cas assez particulier, elle intervient pour éviter la destruction du village palestinien d’Abou Gosh prévue par le plan Daleth car un de ses habitants arabes l’avait aidée à s’évader de prison en 1946.
De 1961 à 1973, Gueoulah Cohen écrivit pour le journal israélien Maariv et participa à son comité de rédaction.

### Carrière politique
En 1972, Gueoulah Cohen rejoignit le parti Hérout de Menahem Begin, faisant alors partie de l'alliance politique Gahal, et fut élue à la Knesset lors des élections législatives de 1973, le Gahal devenant la même année le Likoud. Elle fut réélue en 1977.
En désaccord avec les accords de Camp David signés en 1978 par Menahem Begin, et en particulier le retour du Sinaï à l'Égypte sur la base d'un accord « terre contre paix », Gueoulah Cohen et Moshe Shamir quittèrent en 1979 le Likoud afin de fonder le nouveau parti de droite Banai, renommé plus tard Tehiya-Banai, puis simplement Tehiya. Le nouveau parti était fortement lié au mouvement extra-parlementaire Goush Emounim, et accueillait des membres importants des colonies israéliennes de la Cisjordanie ou de la Bande de Gaza, comme Hanan Porat ou Elyakim Haetzni.
Gueoulah Cohen conserva son siège à la Knesset lors des élections législatives de 1981 et, en dépit de leurs divergences antérieures, le Tehiya rejoignit la coalition gouvernementale de Menahem Begin. Elle conserva son siège lors des élections législatives de 1984 et 1988, et, en juin 1990, à la suite d'une crise de la coalition, fut nommée vice-ministre de la Science et de la Technologie. Lors des élections de 1992, elle perdit son siège, la Tehiya n'obtenant aucun représentant. La même année, elle rejoignit le Likoud pour qui son fils Tzachi Hanegbi avait été élu à la Knesset. Gueoulah Cohen reste active à l'intérieur de la droite israélienne, marquant par exemple son opposition au Plan de désengagement de la bande de Gaza en 2005.

### Famille
Gueoulah Cohen épousa un ancien compagnon du Lehi, Emanuel Hanegbi. 

## Récompenses et distinctions
En 2003, Gueoulah Cohen se vit décerner le prix Israël pour l'ensemble de son œuvre et plus particulièrement pour sa contribution à la société et à l'État d'Israël,. En 2007, elle reçut le prix Yakir Yeroushalayim.

## Publications
- Histoire d'une guerrière (biographie en hébreu, 1961).
- (en) Woman of Violence: Memoirs of a Young Terrorist, 1943-1948 (chez Holt, Rinehart & Winston, 1966).
- Rencontre historique (en hébreu, 1986).
- (he) Ein li koah lehiyot ayefa (Pas de force pour être fatiguée, 2008).